# Schronisko w Górze Birów koło Podzamcza Północne
Schronisko w Górze Birów koło Podzamcza Północne, Jaskinia IV – schronisko w skałach Birowa, na których wybudowano Gród na Górze Birów. Znajduje się we wsi Podzamcze w województwie śląskim, w powiecie zawierciańskim, w gminie Ogrodzieniec. Pod względem geograficznym jest to obszar Wyżyny Częstochowskiej, będącej częścią Wyżyny Częstochowskiej w obrębie Wyżyny Krakowsko-Częstochowskiej.

## Opis obiektu
Schronisko znajduje się w skałach Filar Birowa i Turnia nad Obozem. Jest to przestronne schronisko o czterech otworach: zachodnim, środkowym górnym, środkowym dolnym i wschodnim. Pomiędzy otworem zachodnim a środkowym górnym znajduje się skalna brama.
Między wschodnim i zachodnim otworem biegnie przestronny korytarz. Poprzez skalny próg odchodzi od niego do otworu środkowego boczny, wznoszący się kilka metrów do góry korytarz. Powyżej środkowego górnego otworu jest wysoki i częściowo otwarty komin, którego otwór jest najwyższym punktem schroniska. Po zachodniej stronie środkowego górnego otworu znajduje się duża skalna brama. Poprzez 1,5-metrowej wysokości próg wyprowadza ona do otworu zachodniego. Odchodzi stąd wysoki, ale krótki korytarzyk zakończony ślepą szczeliną. Powyżej otworu środkowego znajduje się trudno dostępna półka, pod którą biegnie wąski korytarzyk do głównego, północnego otworu schroniska. Na południowej ścianie, na wprost wejścia środkowego dolnego, znajduje się górne piętro schroniska w postaci ciasnego korytarzyka biegnącego na południe. Można się do niego dostać po stromej pochylni od zachodniej strony głównego korytarza.
Schronisko powstało w wapieniach z jury późnej w warunkach freatycznych. Świadczą o tym występujące na jego ścianach formy korozyjno-erozyjne spowodowane przez turbulentny przepływ wody. Później jednak w jego powstaniu brały udział również zjawiska tektoniczne i grawitacyjny rozpad masywu Birowa. Schronisko jest niemal w całości widne, suche i bardzo przewiewne. Wilgoć występuje jedynie w końcowej części korytarzyka na drugim piętrze. 
Zachowały się spore ilości nacieków. Na ścianach korytarza występuje mleko wapienne i kalcytowe polewy, są też nacieki grzybkowe. Kalcyt występuje miejscami również w namulisku. Obserwowano duże ilości krocionogów, niewielkie ilości muchówek, a w ciemniejszych miejscach pająki z rodzaju Meta. Namulisko składa się z gliny zmieszanej z różnej wielkości skalnymi okruchami. 

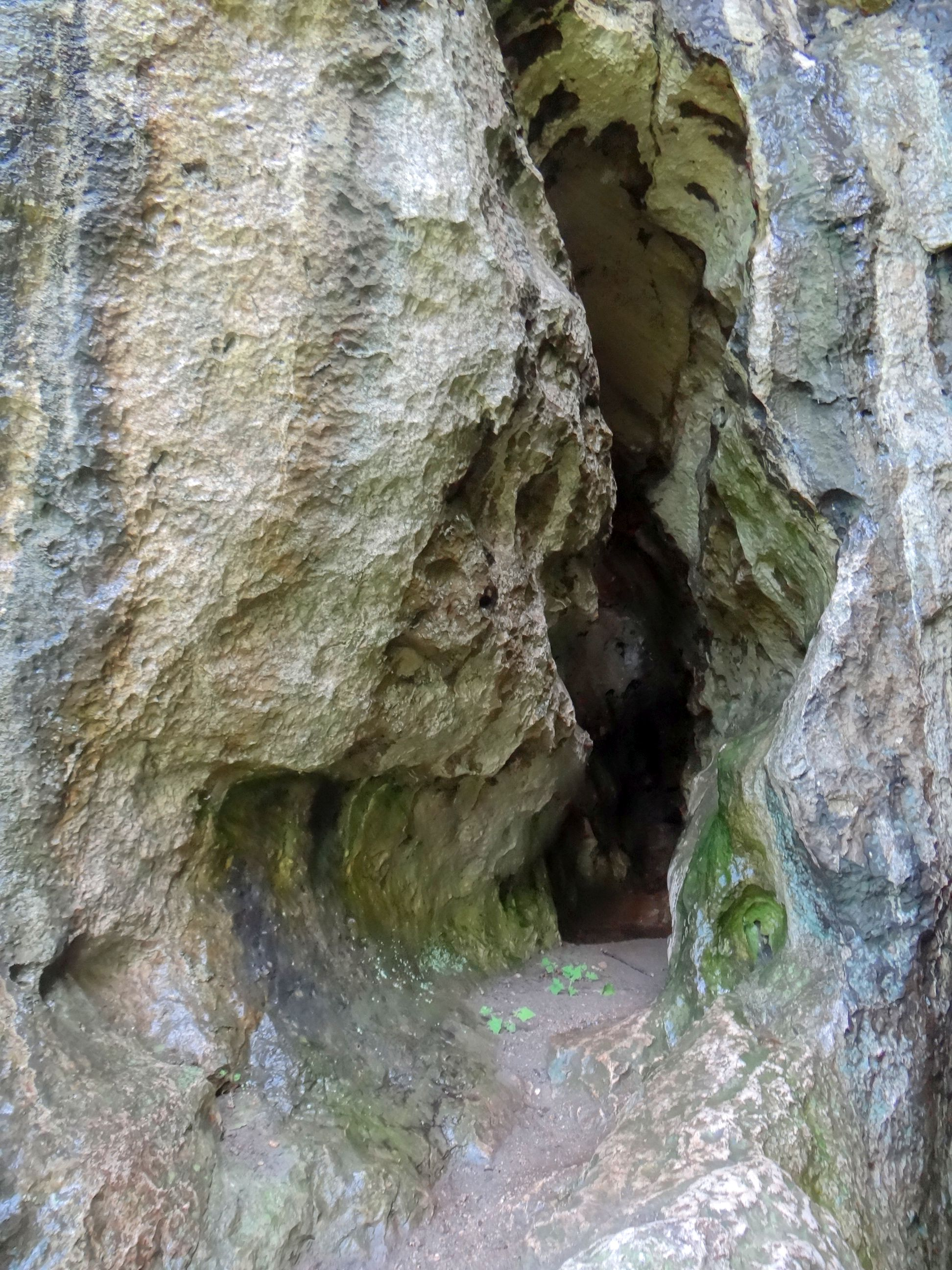
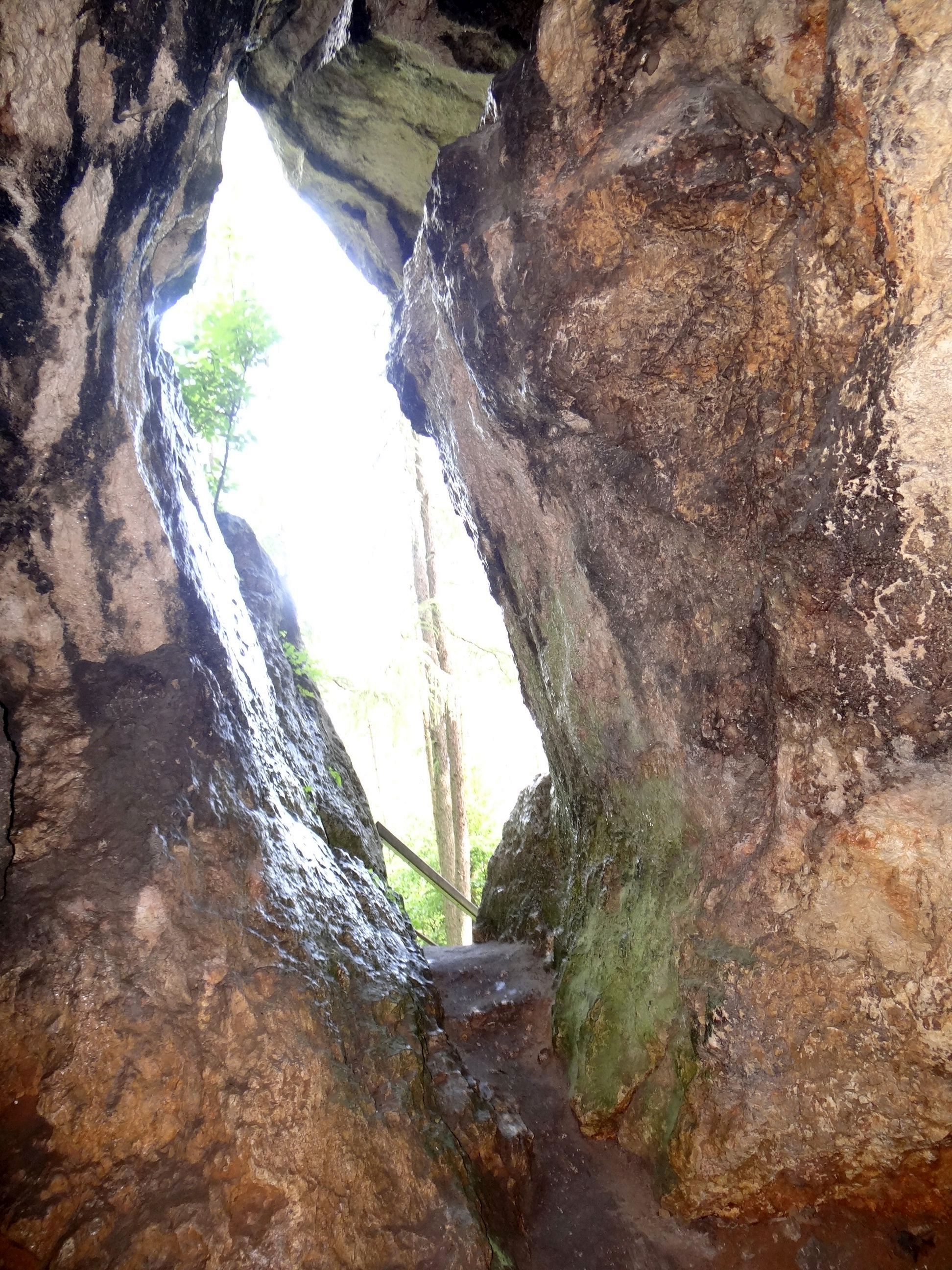
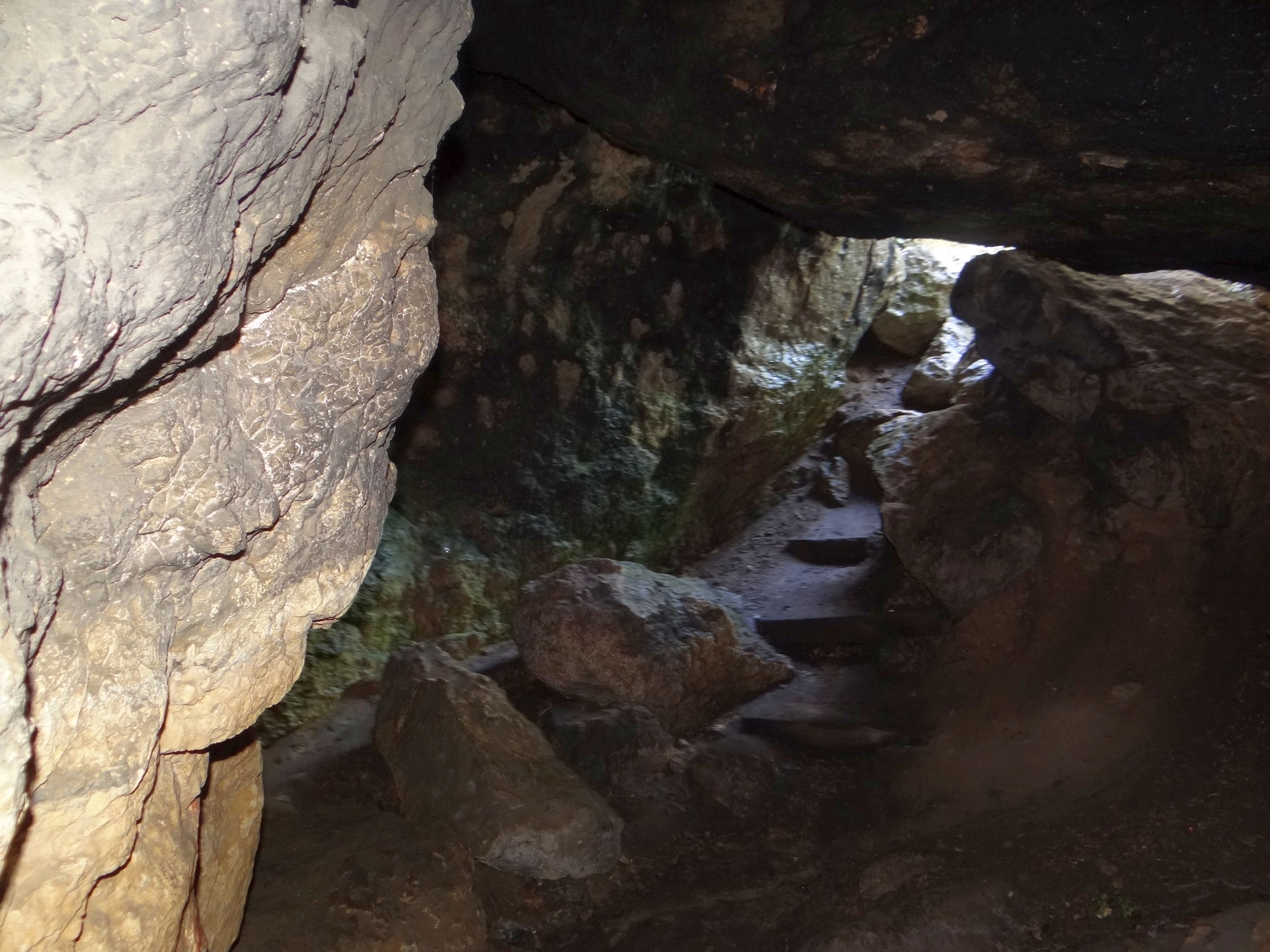
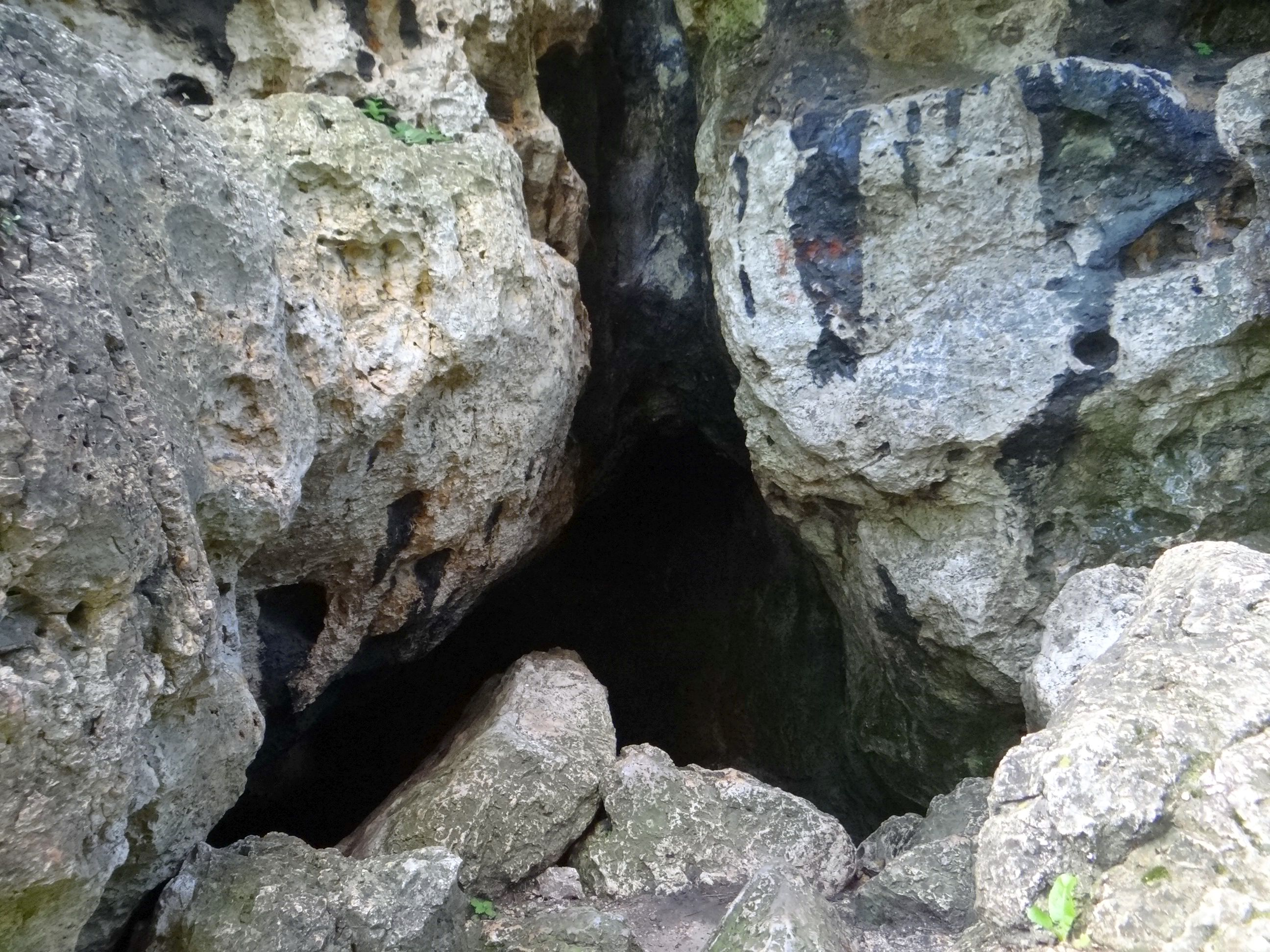
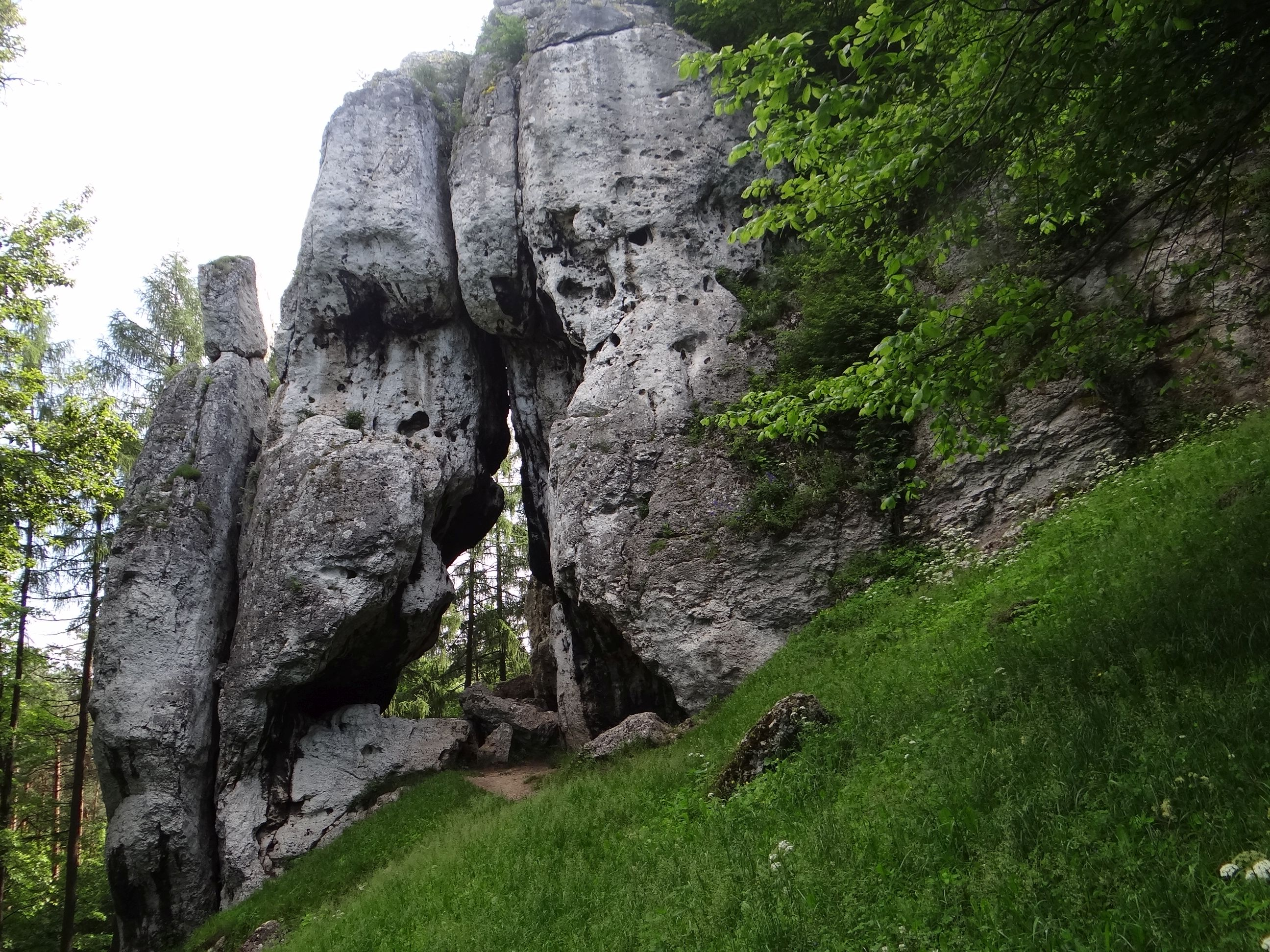

## Historia badań i dokumentacji
Po raz pierwszy opisał schronisko Kazimierz Kowalski w 1951 r. Sporządził także jego plan, ale brak na nim otworu zachodniego, potraktował go bowiem jako odrębne schronisko. Na planie D. Lisonia z 1982 r. otwór zachodni został już włączony do planu.
K. Kowalski opisując schronisko pisze, że w kilku miejscach w namulisku były przez poszukiwaczy skarbów lub kalcytu wykopane doły. Stwierdził też, że w namulisku nie ma artefaktów. Mylił się jednak – podczas prowadzonych później badań archeologicznych znaleziono różne artefakty. Pierwsze naukowe badania schroniska rozpoczęto w 1990 r. Trwały kilka lat. Równocześnie z badanami archeologicznymi prowadzono badania paleontologiczne i sedymentologiczne. Okazało się, że schronisko to jest jednym z najcenniejszych w Polsce jaskiniowych stanowisk archeologicznych. Stwierdzono, że z przerwami zamieszkiwali w nim ludzie w okresie od górnego paleolitu po średniowiecze. Między innymi znaleziono rzadkie w Polsce przedmioty wytworzone przez ludzi kultury oryniackiej. W 2013 r. Ratajczak i inni znaleźli w schronisku szczątki kostne suhaka stepowego (Saiga tatarica L.).